# Sojan Joseph
Sojan Joseph est un homme politique britannique d'origine indienne qui est député d'Ashford depuis 2024. Il est membre du Parti travailliste et conseiller au conseil municipal d'Ashford.

## Biographie
Joseph est né dans l'État indien du Kerala. Il émigre en Angleterre et travaille comme infirmier en santé mentale au sein du National Health Service. Avant son élection au Parlement, Joseph est responsable des soins infirmiers pour les services de santé mentale au Kent and Medway NHS et au Social Care Partnership Trust.
En mai 2023, Joseph est élu conseiller travailliste pour le quartier d'Aylesford & East Stour du conseil municipal d'Ashford. Il démissionne de son poste de conseiller en septembre 2024 et le parti travailliste perd le siège au profit du Parti vert lors de l'élection partielle qui suit.
Lors des élections générales de 2024, Joseph est élu député d'Ashford avec 15 262 voix (32,5 %) et une majorité de 1 779 voix. Le 23 juillet 2024, il prononce son premier discours à la Chambre des communes lors d'un débat sur l'immigration et les affaires intérieures.